# Бонвиль (Шаранта)
Бонви́ль (фр. Bonneville) — коммуна во Франции, находится в регионе Пуату — Шаранта. Департамент — Шаранта. Входит в состав кантона Руйак. Округ коммуны — Коньяк.
Код INSEE коммуны — 16051.
Коммуна расположена приблизительно в 380 км к юго-западу от Парижа, в 90 км южнее Пуатье, в 28 км к северо-западу от Ангулема.

## Население
Население коммуны на 2008 год составляло 158 человек.
| 1962 | 1968 | 1975 | 1982 | 1990 | 1999 | 2008 |
| ---- | ---- | ---- | ---- | ---- | ---- | ---- |
| 210  | 206  | 219  | 180  | 159  | 156  | 158  |

## Администрация
| Период | Период | Фамилия      | Партия | Примечания |
| ------ | ------ | ------------ | ------ | ---------- |
| 1965   | 1971   | Монсьё Руссо |        | фермер     |
| 1971   | 1995   | Андре Руа    |        | фермер     |
| 1995   | 2008   | Иван Перо    |        | фермер     |
| 2008   |        | Корин Вердуа |        |            |

## Экономика
Основу экономики составляют сельское хозяйство и виноградарство.
В 2007 году среди 85 человек в трудоспособном возрасте (15—64 лет) 61 были экономически активными, 24 — неактивными (показатель активности — 71,8 %, в 1999 году было 72,0 %). Из 61 активных работали 54 человека (31 мужчина и 23 женщины), безработных было 7 (2 мужчины и 5 женщин). Среди 24 неактивных 7 человек были учениками или студентами, 10 — пенсионерами, 7 были неактивными по другим причинам.

## Достопримечательности
- Церковь Сен-Клеман (XII век). Исторический памятник с 1996 года[3]
  - Бронзовый колокол (1670 год). Вес — 150 кг. На колоколе выгравирована надпись: PERRIN MESSIRE DE BARBEZIERES SEIGNEUR DE LOGERIE. MERRINE DAMOISELLE MARIE YTIERS… CURE. FONDEUR BARAUD AN 1670. Исторический памятник с 1944 года[4]
  - Кафедра (XVIII век). Высота — 370 см. Исторический памятник с 1944 года[5]
  - Картина «Коронование Богоматери» (XVII век). Размеры — 250×170 см. Исторический памятник с 2003 года[6]

## Фотогалерея
- Церковь Сен-Клеман
- Общественная прачечная
- Военный мемориал
- Возле бонневильской прачечной
- Путевой крест